# L'Orgue mystique
L'Orgue Mystique – 51 offices de l'année liturgique inspirés du chant grégorien et librement paraphrasés – est un cycle de 253 pièces pour orgue composées entre 1927 et 1932 par Charles Tournemire,.

## Présentation
Charles Tournemire a composé un recueil pour accompagner l’office de chaque dimanche et de chaque grande fête du calendrier liturgique romain, à l’exception de l’Avent et du Carême où l’orgue est silencieux, mais y compris le troisième dimanche de l'Avent, ou Gaudete, et le quatrième dimanche de Carême, ou Lætare, où il est possible de toucher les orgues.
Chaque recueil comprend cinq pièces d'une durée variable, entre 15  et 25 minutes – les quatre premières toujours courtes ou très courtes Prélude à l'introït, Offertoire, Élévation, Communion et Pièce terminale, celle-ci, plus longue, revêtant diverses formes musicales –, à l’exception de celle du Samedi Saint qui n’en comporte que 3. Les thèmes du plain-chant utilisés - il peut ne s'agir que d'un fragment - sont empruntés au répertoire grégorien du jour, antiphonaire ou graduel .

« L’Orgue mystique de Charles Tournemire a su [...] moderniser le plain-chant, adapter les harmonies debussystes et la polytonalité aux arabesques jubilantes des alléluias, dans un rythme souple, d'une étonnante actualité. Une telle œuvre est vraiment catholique, liturgique, vivante. C’est peut-être, à l'heure actuelle, le chef-d’œuvre de l'art sacré. »

— Olivier Messiaen, Article paru dans "Carrefour", juin juillet 1939).

## Structure

### Cycle de Noël,op.55:Offices de 1 à 11
- 1. Dominica III Adventus (3e Dimanche de l'Avent). A son ami le comte de Miramon Fitz-James, président-fondateur des Amis de l'Orgue. Final : toccata.
- 2. Immaculata Conceptio B. Mariæ Virginis (L'Immaculée Conception). Au R.P. Dom Gajard, maître de chœur de Solesmes. Final : postlude.
- 3. Nativitas D.N. Jesu Christi (Noël). A l'ami, au maître Joseph Bonnet, organiste de St Eustache. Final : paraphrase.
- 4. De Dominica infra Octavum Nativitatis (Dimanche dans l'Octave de Noël). Au Docteur William C. Carl (de), directeur de l'école d'orgue Alexandre Guilmant, à New-York. Final : postlude-choral.
- 5. Circumcisio Domini (La Circoncision). A son très honoré confrère Paul de Maleingreau, professeur d'orgue au Conservatoire Royal de Bruxelles. Final : fantaisie et choral.
- 6. Ss. Nominis Jesu (Le Saint Nom de Jésus (en)). A son confrère le R.P. N. Otaño, S.J., Director del Circulo de San Ignacio (es). Final : variations.
- 7. Epiphania Domini (L'Épiphanie). A son ami André Marchal, organiste de St Germain-des-Prés, à Paris. Final : fantaisie.
- 8. Dominica I post Epiphaniam (1er Dimanche après l'Épiphanie). A son honoré confrère Mr. Guy Weitz, organist of Farm Street Church (en), Mayfair, London and hon. Organist of his Eminence Cardinal Bourne at Westminster Cathedral. Final : fantaisie-choral.
- 9. Dominica II post Epiphaniam (2e Dimanche après l'Épiphanie). A son ami et élève Rev. Mossèn (ca) Josep Muset i Ferrer (ca), prêtre, organista de la Purissima Conc. (ca), (Sabadell). Final : fantaisie-paraphrase.
- 10. Dominica III post Epiphaniam (3e Dimanche après l'Épiphanie). En hommage au R. Père Vigilio Guidi, organista Verna (Arezzo). Final : postlude et fugue modale libre.
- 11. Purificatio B. Mariæ Virginis (La Purification). A son ami Henri Mulet, organiste de Saint Philippe du Roule. Final : diptyque.

### Cycle de Pâques,op.56:Offices de 12 à 25
- 12. Dominica in Septuagesima (La Septuagésime). A son cher confrère Monsieur l'abbé Camille Jacquemin, organiste de l'abbaye bénédictine de Paris. Final : clameurs et choral.
- 13. Dominica in Sexagesima (La Sexagésime). A son ami Georges Jacob, organiste de la Société des Concerts du Conservatoire. Final : fresque.
- 14. Dominica in Quinquagesima (La Quinquagésime). A son ami Félix Raugel, à l'éminent artiste. Final : verrière.
- 15. Lætare. A son ami André Fleury, organiste de Saint Augustin, à Paris. Final : postlude-fantaisie.
- 16. Sabbato Sancto (Le Samedi Saint). A son élève et cher ami Daniel-Lesur. Final : postlude.
- 17. Dominica Resurrectionis (Pâques). A l’ami, au maître Joseph Bonnet, organiste de St Eustache. Final : paraphrase et double choral.
- 18. Quasimodo. A son confrère et ami Marcel Pitoy, organiste de l’église paroissiale de Maisons-Laffitte. Final : toccata sur un choral.
- 19. Dominica II post Pascha (2e Dimanche après Pâques). A son confrère et ami A. Decaux, professeur d'orgue à l’école de musique de Rochester. Final : rapsodie sacrée.
- 20. S. Joseph Sponsi B.M.V. (Saint Joseph). A son honoré confrère et ami William Montillet, organiste de Saint Joseph, professeur au Conservatoire de Genève. Final : postlude choral.
- 21. Dominica IV post Pascha (4e Dimanche après Pâques). En témoignage de reconnaissance et à la mémoire de son confrère et ami Lynnwood Farnam, organist and choirmaster, Church of the Holy Communion (en), New-York. Final : fresque alléluiatique.
- 22. Dominica V post Pascha (5e Dimanche après Pâques). A son éminent confrère et ami M. le chanoine Van Nuffel, Directeur de l'Institut Lemmens, à Malines. Final : grave, fugue libre et postlude.
- 23. In Ascensione Domine (L'Ascension). Au R.P. Dom Letestu, organiste de l'abbaye de Solesmes. Final : paraphrases sur un choral.
- 24. Dominica infra Oct. Ascensionis (Dimanche dans l'Octave de l'Ascension). Sympathiquement à son confrère distingué Flor Peeters, organiste de la Cathédrale de Malines, professeur d'orgue à l'Institut Lemmens. Final : postlude.
- 25. In Festo Pentecostes (Pentecôte). A l'ami, au maître Joseph Bonnet, organiste de St Eustache. Final : fantaisie-choral.

### Cycle après la Pentecôte,op.57:Offices de 26 à 51
- 26. In Festo Ss. Trinitatis (La Sainte Trinité). A son ami Louis Vierne, organiste de la Cathédrale de Paris. Final : triptyque.
- 27. In Festo Corporis Christi (Le Très Saint-Sacrement). A Monsieur Paul Bertrand, en sympathique hommage. Final : fantaisie-paraphrase.
- 28. Sacratissimi Cordis Jesu (Le Sacré-Cœur de Jésus). A son ami et confrère le R.P. Dom Alphonse Pinell O.S.B., organiste de l'abbaye de Montserrat, Espagne. Final : prélude et fresque.
- 29. Dominica IV post Pentecosten (4e Dimanche après la Pentecôte). A son ami dévoué et cher confrère Alexandre Cellier, organiste de l'église de l'Etoile, à Paris. Final : alléluia no 1.
- 30. Dominica V post Pentecosten (5e Dimanche après la Pentecôte). A son éminent confrère et ami Ernest Mitchell, organist and choirmaster, Grace Church (en) in New-York. Final : alléluia no 2.
- 31. Dominica VI post Pentecosten (6e Dimanche après la Pentecôte). A son cher confrère et ami Marcel Paponaud, organiste de St Bonaventure et de la Société des grands concerts de Lyon. Final : alléluia no 3.
- 32. Dominica VII post Pentecosten (7e Dimanche après la Pentecôte). A son ami Marius Monnikendam (nl)(de La Haye). Final : alléluia no 4.
- 33. Dominica VIII post Pentecosten (8e Dimanche après la Pentecôte). A son cher élève et ami, au musicien éminent Ermend-Bonnal, Directeur du Conservatoire de Bayonne. Final : alléluia no 5.
- 34. Dominica IX post Pentecosten (9e Dimanche après la Pentecôte). A son cher confrère et ami Dr Fritz Morel, organiste de St Luc, à Bâle. Final : supplications et fugue modale.
- 35. In Assumptione B.M.V. (Assomption). A l'ami, au maître Joseph Bonnet, organiste de St Eustache. Final : paraphrase-carillon.
- 36. Dominica X post Pentecosten (10e Dimanche après la Pentecôte). A son cher confrère et ami Carl Weinrich (en), organist (Church of the Holy Communion (en)), New-York. Final : choral no 1.
- 37. Dominica XI post Pentecosten (11e Dimanche après la Pentecôte). A son éminent confrère et ami Maestro Bernardo de Gabiola (es), professeur au Conservatoire Royal de Madrid. Final : choral no 2.
- 38. Dominica XII post Pentecosten (12e Dimanche après la Pentecôte). A son illustre confrère Monseigneur Raffaele Manari (it), professore d'organo alla Pontificia Scuola Superiore di Musica Sacra, Roma. Final : choral no 3.
- 39. Dominica XIII post Pentecosten (13e Dimanche après la Pentecôte). A son ami et confrère Mossèn (ca) Joan M.ª Thomàs (ca), organista (Mallorca). Final : choral no 4.
- 40. Dominica XIV post Pentecosten (14e Dimanche après la Pentecôte). A son ami Poillot, organiste de la Cathédrale de Dijon. Final : choral no 5.
- 41. Dominica XV post Pentecosten (15e Dimanche après la Pentecôte). A son élève Maurice Duruflé, organiste de St Étienne du Mont, à Paris. Final : prélude et fugue.
- 42. Nativitas B.M.V. (La Nativité de la Vierge). A Monsieur Jacques Heugel en sympathie reconnaissante. Final : prélude et louanges.
- 43. Dominica XVI post Pentecosten (16e Dimanche après la Pentecôte). A son ami Rév. Bartomeu Ballester, organiste à Mallorca, Espagne. Final : choral alléluiatique no 1.
- 44. Dominica XVII post Pentecosten (17e Dimanche après la Pentecôte). A son ami Georges Ibos, organiste de St Honoré d'Eylau, à Paris. Final : choral alléluiatique no 2.
- 45. Dominica XVIII post Pentecosten (18e Dimanche après la Pentecôte). A son ami le Père José Antonio de Donostia. Final : choral alléluiatique no 3.
- 46. Dominica XIX post Pentecosten (19e Dimanche après la Pentecôte). A Jean de Valois. Final : choral alléluiatique no 4.
- 47. Dominica XX post Pentecosten (20e Dimanche après la Pentecôte). A son ami et cher confrère Marcel Paponaud, organiste de St Bonaventure et de la Société des grands concerts de Lyon. Final : choral alléluiatique no 5.
- 48. Festum Omnium Sanctorum (La Toussaint). A l'ami, au maître Joseph Bonnet, organiste de St Eustache. Final : choral.
- 49. Dominica XXI post Pentecosten (21e Dimanche après la Pentecôte). A son amie Mademoiselle Noëlie Pierront, organiste de St Pierre du Gros Caillou, à Paris. Final : fugue.
- 50. Dominica XXII post Pentecosten (22e Dimanche après la Pentecôte). A son ami Charles Lebout, organiste à St Jean de Luz. Final : postlude alléluiatique.
- 51. Dominica XXIII post Pentecosten (23e Dimanche après la Pentecôte). A Norbert Dufourcq. Final : fantaisie sur le Te Deum et guirlandes alléluiatiques.